# 何衍
何衍，庐江郡灊县（治安徽省霍山县上元街村）人，南北朝刘宋官员，何亮、何恢的弟弟。
何衍有名声，性情浮躁好动。宋明帝初年，担任建安王劉休仁司徒从事中郎，后来升任为黄门郎，没有正式任命，求转任司徒司马。担任司马后，又求担任太子右率。被任命为右率后只一二日，再求任侍中。十天之间，要求晋升不止。不得侍中，因为怨恨咒骂被赐死。